# Ostrowite (powiat lipnowski)
Ostrowite – wieś w Polsce położona w województwie kujawsko-pomorskim, w powiecie lipnowskim, w gminie Lipno.

## Podział administracyjny
W latach 1975–1998 miejscowość należała administracyjnie do województwa włocławskiego. Wieś należy do parafii Ostrowite, w której znajduje się kościół parafialny pw. św. Mateusza Apostoła. Parafia z roku 1445, należy do diecezji włocławskiej. Proboszczem od roku 2008 jest ks. Roman Żerkowski. 

## Demografia
Według Narodowego Spisu Powszechnego (III 2011 r.) wieś liczyła 393 mieszkańców. Jest dwunastą co do wielkości miejscowością gminy Lipno.

## Zabytki
Według rejestru zabytków NID na listę zabytków wpisany jest drewniany kościół parafialny pw. św. Mateusza z 2. połowy XVIII w., nr rej.: A/431z 15.11.1982.

## Osoby związane z miejscowością
- bp. Stanisław Gębicki – biskup pomocniczy diecezji włocławskiej.
- ks. Józef Gołębiowski- zamordowany w obozie koncentracyjnym Auschwitz-Birkenau.
- Janina Malec- żołnierz Armii Krajowej, brała czynny udział w Powstaniu Warszawskim, odznaczona licznymi medalami za zasługi.
- ks. prałat Czesław Rawski- herbu Pilawa, Kustosz Kolegiaty Sieradzkiej,
- ks. Roman Żerkowski- proboszcz parafii Ostrowite od 2008r.